# سیارک ۲۰۲۳۴
سیارک ۲۰۲۳۴ (به انگلیسی: 20234 Billgibson، نامگذاری:1998AV9) بیست هزار و دویست و سی و چهارمین سیارک کشف شده‌است که در ۶ ژانویه ۱۹۹۸ کشف شد.
قدر مطلق سیارک برابر ۱۱٫۷ است.